# Tougnifili
Tougnifili est une ville de l'ouest de la Guinée et une sous-préfecture de la préfecture de Boffa, dans la région de Boké.

## Population
En 2016, le nombre d'habitants est estimé à 36 247, à partir d'une extrapolation officielle du recensement de 2014 qui en dénombrait 33 935.